# Ołeksandr Usyk
Ołeksandr Ołeksandrowycz Usyk (ukr. Олександр Олександрович Усик; ur. 17 stycznia 1987 w Symferopolu) – ukraiński bokser.
W boksie Ołeksandr Usyk został amatorskim mistrzem Europy w wadze półciężkiej (2008), mistrzem świata (2011) oraz mistrzem olimpijskim (2012) w wadze ciężkiej. Jest byłym zawodowym mistrzem świata organizacji WBO, WBC, WBA i IBF w wadze junior ciężkiej (do 200 funtów), zwycięzcą turnieju World Boxing Super Serie. Pokonał 7 zawodników o tytuł mistrza świata wagi junior ciężkiej. Jest mistrzem świata wagi ciężkiej organizacji WBC, WBA, WBO, IBF i IBO.

## Kariera amatorska
W dzieciństwie ćwiczył karate, a potem przez kilka lat trenował piłkę nożną w juniorskich drużynach Tawriji Symferopol. W 2002 roku został usunięty z klubu po tym, jak podczas meczu pobił jednego z zawodników przeciwnej drużyny. Wkrótce potem postanowił podjąć treningi boksu.
W czasach juniorskich i na początku kariery seniorskiej walczył w wadze średniej (75 kg). W 2006 roku zadebiutował w pierwszym składzie reprezentacji Ukrainy. W tym samym roku, podczas mistrzostw Europy w Bułgarii – w swoim pierwszym starcie na zawodach tej rangi – zdobył brązowy medal w wadze średniej.
Na początku 2007 roku, mając ciągłe problemy ze zbijaniem wagi, przeszedł do kategorii półciężkiej (81 kg). Istniała w niej jednak silna konkurencja wewnątrz kadry (musiał rywalizować m.in. z Ismajiłem Siłłachem), co spowodowało, że nie wystartował w mistrzostwach świata w Chicago. Przeniósł się więc do wyższej wagi ciężkiej (91 kg). W lutym 2008 roku wygrał turniej kwalifikacyjny w Pescarze i zapewnił sobie prawo startu w igrzyskach olimpijskich. W Pekinie dotarł do ćwierćfinału, eliminując w 1/8 reprezentanta gospodarzy Yushana Nijiatiego (23:4). Przegrał w nim z mistrzem świata, Włochem Clemente Russo (4:7).
Po igrzyskach powrócił do wagi półciężkiej i w listopadzie 2008 roku w Liverpoolu wywalczył w niej mistrzostwo Europy (w finale pokonał Białorusina Siarhieja Karniejeua). Miesiąc później w Pucharze Świata w Moskwie zajął 2. miejsce w kategorii ciężkiej. Od tej pory walczył już wyłącznie w tej kategorii.

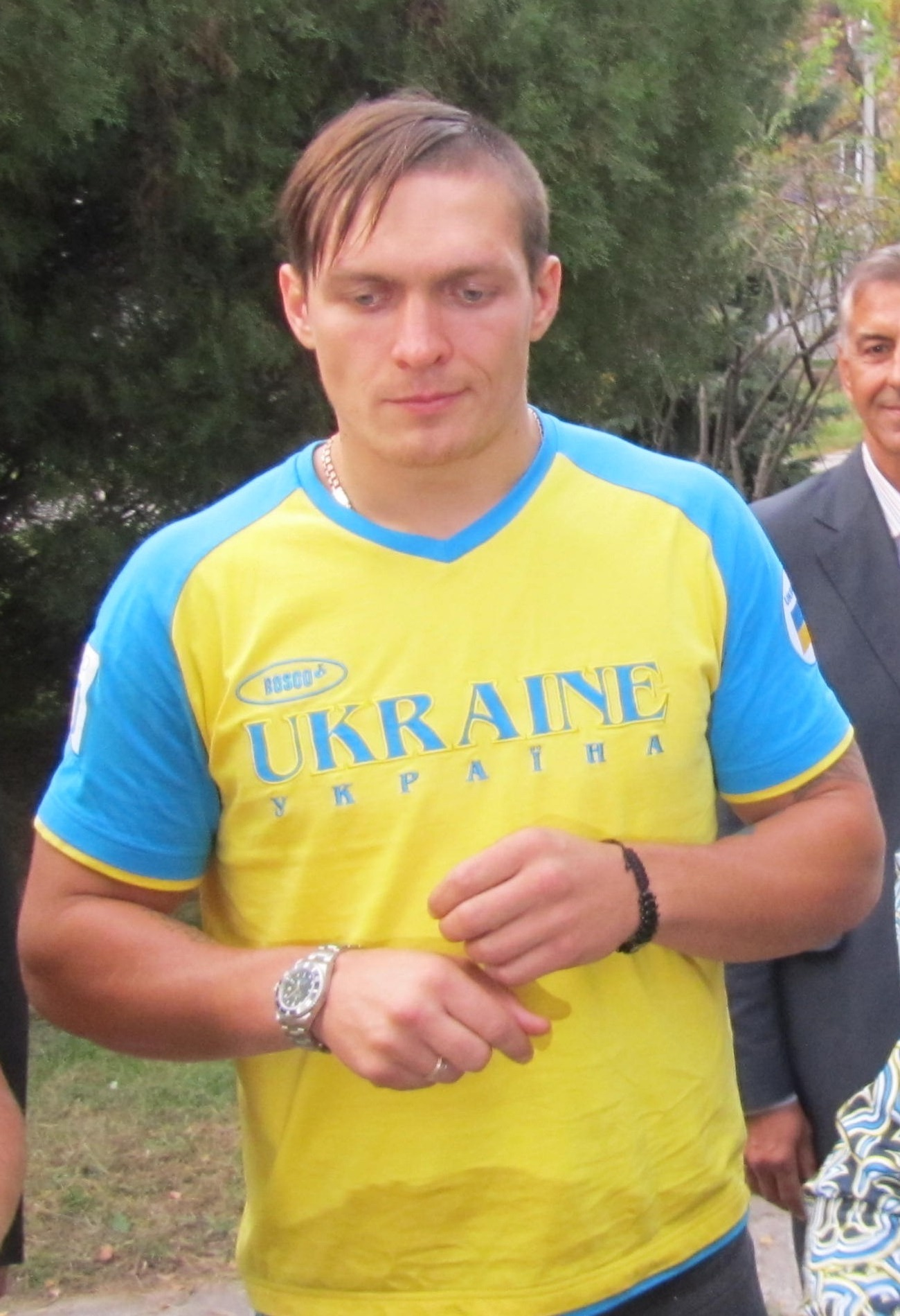
Usyk w 2012

W 2009 roku w Mediolanie zadebiutował na mistrzostwach świata. Zdobył tam brązowy medal, przegrywając w półfinale z Jegorem Miechoncewem. W 2010 roku zrezygnował ze startu na mistrzostwach Europy w Moskwie. Zamiast tego uczestniczył w silnie obsadzonym czerwcowym turnieju o Puchar Prezydenta Kazachstanu w Astanie, który wygrał. Jesienią tryumfował również w Pucharze Europy w Charkowie, pokonując w finale przed czasem Terwela Pulewa.
W październiku 2011 roku został w Baku mistrzem świata w wadze ciężkiej. W drodze po tytuł pokonał kolejno: Evgenijiusa Tutkusa, Terwela Pulewa, Artura Bietierbijewa, Siarhieja Karniejeua i w finale mistrza Europy, Teymura Məmmədova.
Na igrzyskach olimpijskich w Londynie w 2012 roku zdobył złoty medal w wadze ciężkiej, gdy pokonał w finale na punkty (14:11) Clemente Russo, rewanżując się Włochowi za porażkę sprzed czterech lat w Pekinie.

## Kariera zawodowa
11 września 2013 w Kijowie w debiucie na zawodowym ringu, promowany przez grupę K2 Promotions braci Kliczko Ukrainiec wygrał przed czasem w piątej rundzie z Meksykaninem Felipe Romero (16-7-1, 12 KO) a 14 grudnia 2013 w Browarach na Ukrainie przez techniczny nokaut czwartej rundzie z Kolumbijczykiem Epifanio Mendozą (34-16-1, 31 KO).
26 kwietnia 2014 w Oberhausen Usyk znokautował w trzeciej rundzie zaplanowanego na osiem rund pojedynku ghańskiego pięściarza Bena Nsafoaha (15-10-2, 8 KO) a 31 maja 2014 w Odessie w czwartej Argentyńczyka Cesara Davida Crenza (21-8, 13 KO).

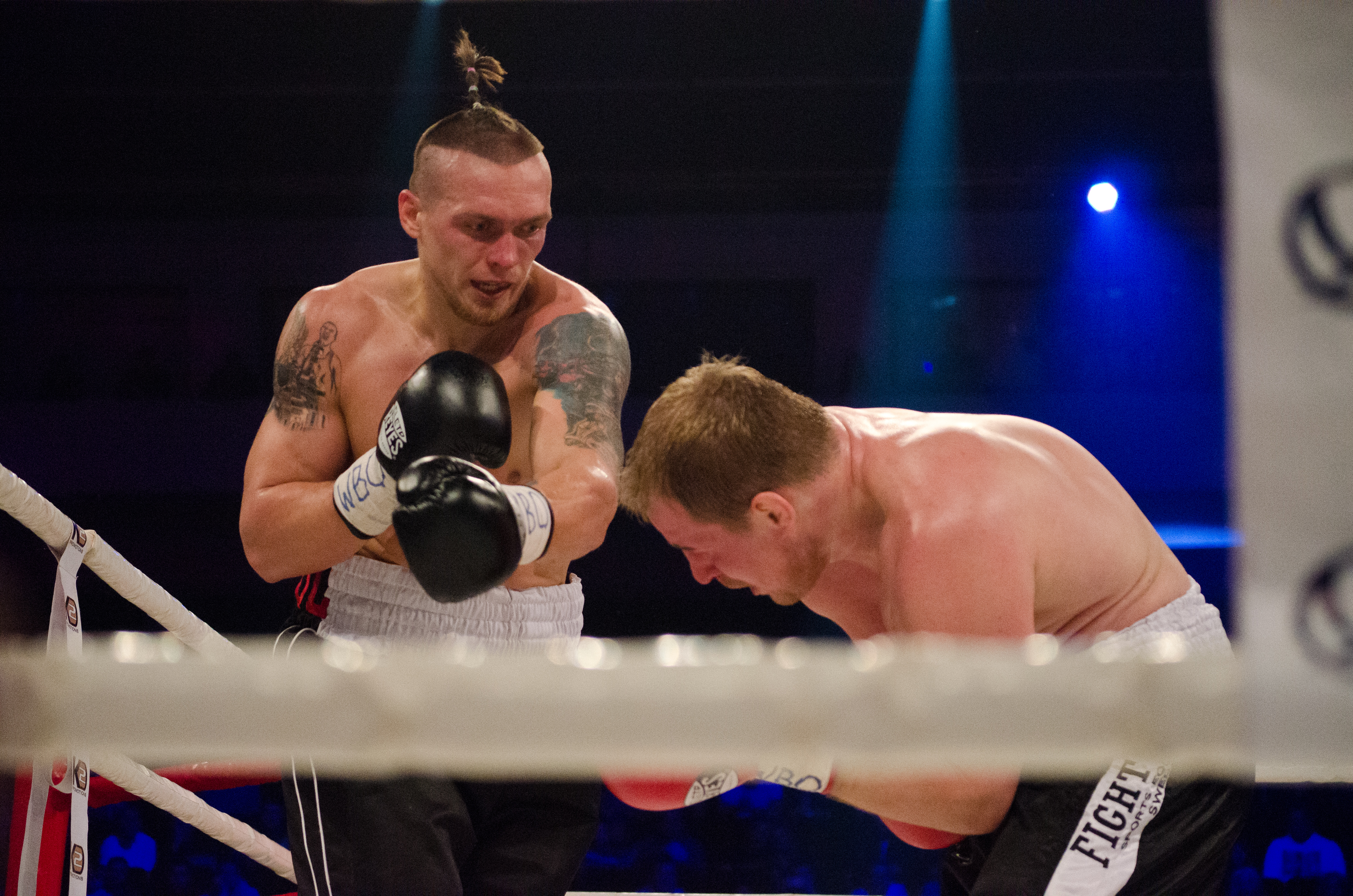
Walka Usyka z Andriejem Kniaziewem przyciągnęła w ukraińskiej telewizji 3,6 mln widzów

W następnych dwóch pojedynkach Ukrainiec wygrał przez techniczny nokaut z dwoma południowoafrykańskimi pięściarzami. 4 października 2014 we Lwowie w siódmej rundzie z Danielem Bruwerem (24-6-1, 21 KO), zdobywając interkontynentalny pas federacji WBO oraz 13 grudnia 2014 w Kijowie w dziewiątej rundzie z Danie Venterem (19-7, 14 KO).
18 kwietnia 2015 w Kijowie pokonał przez techniczny nokaut ósmej rundzie Rosjanina Andrieja Kniaziewa (11-2, 6 KO), broniąc tytułu WBO Inter-Continental.
28 sierpnia 2015 wygrał przez techniczny nokaut z reprezentantem RPA Johnnym Mullerem (19-5-2, 13 KO), pięć sekund przed przerwą trzeciej rundy sędzia zastopował pojedynek. Usyk obronił interkontynentalny pas organizacji WBO.

### Zdobycie tytułu mistrza świata WBO
17 września 2016 w gdańskiej Ergo Arenie pokonał jednogłośnie na punkty (119:109 i dwukrotnie 117:111) broniącego pasa po raz drugi Polaka Krzysztofa Głowackiego i zdobył pas mistrza świata federacji WBO.
17 grudnia 2016 w Inglewood w Kalifornii wystąpił w pierwszej obronie tytuł mistrza świata federacji WBO, debiutując w stacji HBO. Pokonał przez nokaut w dziewiątej rundzie Południowoafrykańczyka Thabiso Mchunu (17-3, 11 KO).
8 kwietnia w Oxon Hill przystąpił do drugiej obrony tytułu mistrza świata federacji WBO, pokonując decyzją sędziów (3x 117-110) Amerykanina Michaela Huntera.

### TurniejWorld Boxing Super Series. Obrona tytułuWBOi zdobycie tytułówWBC,WBA,IBForaz trofeum im. Muhammada Alego za zwycięstwo w turnieju
9 września 2017 w Berlinie zmierzył się z Marco Huckiem (40-4-1, 27 KO). Walka była ćwierćfinałem turnieju. Zwyciężył przez TKO w 10 rundzie,.
27 stycznia 2018 w Arēna Rīga w Rydze w półfinale turnieju zmierzył się w pojedynku unifikacyjnym z mistrzem WBC Mairisem Briedisem (23-0, 18 KO), którego pokonał po bardzo zaciętej walce, niejednogłośnie na punkty 114:114, 115:113 i 115:113 Łotysza. Tym samym awansował do finału turnieju oraz zunifikował tytuły mistrza świata federacji WBO i WBC.
21 lipca 2018 na stadionie olimpijskim w Moskwie zmierzył się z rosyjskim mistrzem WBA i IBF Muratem Gassijewem (26-1, 19 KO). W stawce pojedynku znalazły się pasy IBF, WBA, WBC i WBO, a także tytuł magazynu The Ring oraz Puchar im. Muhammada Alego. Ukrainiec w dobrym stylu pokonał na punkty Rosjanina zwyciężając w całym turnieju. Dobrze poruszał się po ringu, wyprowadzał ciosy będąc w ruchu. Sędziowie wypunktowali pojedynek w stosunku 120-108, 119-109, 119-109 na jego korzyść. Dzięki temu zwycięstwu został czwartym pięściarzem w historii, który zunifikował pasy wszystkich czterech najważniejszych federacji w boksie zawodowym.

### Walka z Tonym Bellewem w obronie czterech mistrzowskich pasów
10 listopada 2018 rok w Manchesterze doszło do jego pojedynku w obronie mistrzowskich pasów federacji WBC, WBA, IBF oraz WBO wagi junior ciężkiej z Tonym Bellew (30-3-1, 20 KO). Początek walki należał do Brytyjczyka, ale w drugiej części walki Ukrainiec opanował sytuację i znokautował swojego rywala w ósmej rundzie, skutecznie broniąc mistrzowskich tytułów.

### Waga ciężka
12 października 2019 w Chicago zadebiutował w wadze ciężkiej, pokonując przez RTD w 7. rundzie Amerykanina Chazza Witherspoona (38-4, 29 KO). Początkowo jego oponentem miał być były kickbokser Tyrone Spong (14-0, 13 KO), jednak Holender został wycofany z rywalizacji ze względu na wykrycie w jego organizmie niedozwolonych środków.
31 października 2020 w Londynie, w swojej drugiej walce w kategorii ciężkiej, zmierzył się z Dereckiem Chisorą (32-10, 23 KO). Zwyciężył jednogłośną decyzją sędziów (117-112, 115-113, 115-113), dzięki czemu wywalczył pas WBO Inter-Continental.

### Zdobycie tytułów mistrza świata WBO, WBA, IBF w kategorii ciężkiej
25 września 2021 roku na Tottenham Hotspur Stadium w Londynie przystąpił z pozycji obowiązkowego pretendenta do walki o mistrzowskie pasy federacji WBA, WBO i IBF kategorii ciężkiej z Anthonym Joshuą (24-2, 22 KO). Zwyciężył jednogłośnie na punkty (117-112, 116-112, 115-113) i został trzecim w historii pięściarzem, który sięgnął po pasy czempiona w kategorii junior ciężkiej i ciężkiej.

### Walka rewanżowa z Anthonym Joshuą
20 sierpnia 2022 roku na King Abdullah Sports City w Dżudzie, doszło do jego rewanżowego pojedynku z Anthonym Joshuą (24-3, 22 KO). Walka miała tym razem jeszcze bardziej wyrównany przebieg, ale ponownie Usyk okazał się lepszy. Sędziowie punktowali niejednogłośnie – 116-112 i 115-113 na jego korzyść, oraz 115-113 dla Joshuy. Tym samym zachował mistrzowskie pasy federacji WBO, IBF, WBA oraz IBO w kategorii ciężkiej oraz zdobył dodatkowo pas The Ring w tej samej wadze.

### Walka z Danielem Duboisem
26 sierpnia 2023 roku na stadionie Tarczyński Arena we Wrocławiu, w kolejnej obronie mistrzowskich pasów zmierzył się z Danielem Duboisem. Usyk zwyciężył przez TKO w 9. rundzie, wcześniej mając rywala na deskach w 8. starciu. W 5. rundzie przyklęknął po otrzymaniu uderzenia w okolice pasa. Sędzia uznał, że był to cios nieprzepisowy, w związku z czym nie liczył mistrza i dał mu kilka minut na dojście do siebie. Z taką interpretacją nie zgadzał się obóz Anglika, który zapowiedział złożenie po walce protestu i zawnioskowanie o obowiązkowy rewanż.

### Walki z Tysonem Furym
18 maja 2024 roku w Rijadzie stanął do walki o wszystkie pasy wagi ciężkiej – WBC, WBA, IBF oraz WBO – z Tysonem Furym (34-0-1, 24 KO). Walka miała bardzo wyrównany przebieg. W 9. rundzie po kilku otrzymanych, mocniejszych ciosach jego oponent był liczony, ale walka ostatecznie potrwała pełne 12 rund i o jej wyniku ostatecznie musieli zadecydować sędziowie punktowi. Ci punktowali minimalnie na korzyść Usyka – 114-113, 113-114, 115-112.
21 grudnia 2024 roku ponownie w Rijadzie doszło do jego rewanżowego pojedynku z Furym. Znowu zwyciężył na punkty, ale tym razem jednogłośnie. Wszyscy sędziowie punktowali jego wygraną w stosunku 116-112. Dzięki temu zachował pasy WBC, WBA, WBO oraz IBO w kategorii ciężkiej.

### Rewanż z Danielem Duboisem
W lipcu 2025 roku Usyk zdobył tytuł mistrza świata wagi ciężkiej federacji IBF, ponownie pokonując Daniela Duboisa – przez nokaut w piątej rundzie podczas gali bokserskiej w Londynie.

## Lista walk na zawodowym ringu
TKO – techniczny nokaut, KO – nokaut, UD – jednogłośna decyzja, SD- niejednogłośna decyzja, MD – decyzja większości, PTS – walka zakończona na punkty

## Kariera piłkarska
W 2022 rozegrał jeden mecz w barwach Polissii Żytomierz w meczu przeciwko Weresowi Równe podczas towarzyskiego turnieju Winter Cup.
19 lipca 2023 Ołeksandr Usyk podpisał kontrakt z ukraińskim klubem Polissia Żytomierz, który w sezonie 2023/2024 jest beniaminkiem w Premier-liha. Umowa będzie obowiązywać do końca sezonu.

## Odznaczenia
- Order Wolności (2024)[28]